# O. Z. Whitehead
Oothout Zabriskie Whitehead (n. 1 martie 1911, New York City, New York, SUA – d. 29 iulie 1998, Dublin, Irlanda) a fost un actor de personaj americande film și teatru. S-a născut în New York City și a urmat cursurile Universității Harvard. De asemenea, a fost autorul mai multor volume de schițe biografice despre primii adepți ai credinței Baháʼí.

## Cariera
Whitehead a apărut pentru prima dată pe Broadway la Teatrului Martin Beck⁠(d) în toate cele 55 de reprezentați ale piesei de teatru The Lake⁠(d) (1933). Până în 1939, a apărut în alte 11 producții teatrale. A fost încurajat de actrița Katharine Hepburn să urmeze o carieră pe scenă. A fost unul dintre ultimii membri în viață ai John Ford Stock Company. Cel mai cunoscut rol al său este Al Joad în lungmetrajul Fructele mâniei din 1940, regizat de John Ford după romanul publicat sub același nume de John Steinbeck în 1939.
A debutat în film cu rolul din The Scoundrel⁠(d) (1935), lungmetraj câștigător la Premiului Oscar la categoria „cel mai bun scenariu original”. L-a interpretat mai departe pe Al Joan în filmul Fructele mâniei (1940). În același timp, a revenit pe scenă în piesa de teatru Life with Father⁠(d). Pe parcursul carierei sale, a apărut în peste 50 de filme și seriale de televiziune precum Cavalcade of America⁠(d) (1953; episodul „The Arrow and the Bow”), Gunsmoke⁠(d) (1958), Bonanza (1960), Alfred Hitchcock Presents (1960–61) și Perry Mason⁠(d) (1961; episodul „The Case of the Cowardly Lion”). În cele din urmă, Whitehead s-a mutat în Irlanda și a început să apară în reprezentații irlandeze.
În 1966, a câștigat premiul la categoria „cel mai bun actor în rol secundar” la Festivalul de Teatru de la Dublin⁠(d) pentru interpretarea din piesa de teatru Hughie⁠(d). În 1983, a jucat rolul ambasadorului american David Gray⁠(d) în drama de televiziune RTÉ Caught in a Free State⁠(d). A fost naratorul filmului de groază irlandez Biological Maintenance Department (1997).
După mutarea sa în Irlanda, a creat „Premiul O. Z. Whitehead ” în 1966 pentru a sprijini artele teatrale, Dr. Michael McDonnell fiind primul câștigător al premiului pentru piesa sa All Gods Die on Friday. Pe lista câștigătorilor se află Ivy Bannister⁠(d), Aodhan Madden și Francis Harvey⁠(d).

## Viața personală și moartea
În copilărie, a fost fascinat de filme și teatru; a decis să devină actor după ce tatăl său l-a dus să vadă filmul Piciul în 1921. A fost pacifist pe parcursul celui de-Al Doilea Război Mondial și a intrat în contact cu credința Baháʼí în 1949. Acesta s-a convertit la credință la sfârșitul anului 1950, a susținut discursuri publice despre religie și a mers în pelerinaj la centrul spiritual și administrativ din Haifa în 1955. De asemenea, a participat la primul Congres Mondial Baháʼí⁠(d) la Londra în 1963. A fost unul dintre primii adepți ai credinței⁠(d) din Irlanda și a fost ales în Adunarea Spirituală Locală⁠(d) din Dublin. Spre finalul vieții, Whitehead și-a dedicat o mare parte din timp preocupărilor religioase, publicând trei lucrări cu biografiile primilor adepți  baháʼí. În același timp, a sprijinit sindicatele Irish Actors' Equity și Screen Actors Guild⁠(d).
Cu toate că Whitehead nu s-a căsătorit niciodată, a avut o relație de lungă durată și foarte privată cu Katharine Hepburn. Cuplul s-a cunoscut prin intermediul lui Dick Hepburn, fratele actriței.
Whitehead a murit de cancer în 1998 la vârsta de 87 de ani.

## Filmografie parțială
- The Scoundrel (1935) - Calhoun
- M'Liss (1936) - Sheriff (nemenționat)
- The Grapes of Wrath (1940) - Al Joad
- To the Shores of Tripoli (1942) - Marine Recruit (nemenționat)
- My Brother Talks to Horses (1947) - Mr. Puddy
- The Romance of Rosy Ridge (1947) - Ninny Nat
- The Pirate (1948) - Hurtada (nemenționat)
- A Song Is Born (1948) - Professor Oddly
- Road House (1948) - Arthur
- Family Honeymoon (1948) - Jess (nemenționat)
- Ma and Pa Kettle (1949) - Mr. Billings
- One Way Street (1950) - Gas Station Proprietor (nemenționat)
- Dallas (1950) - Settler (nemenționat)
- The Scarf (1951) - Whoopie (nemenționat)
- The Hoodlum (1951) - Breckenridge
- Comin' Round the Mountain (1951) - Zeke
- Journey Into Light (1951) - Lippy
- FBI Girl (1951) - Chauncey - Undertaker
- For Men Only (1952) - Prof. Bixby
- The San Francisco Story (1952) - Alfey
- We're Not Married! (1952) - Jeff's Postman (nemenționat)
- Beware, My Lovely (1952) - Mr. Franks
- Feudin' Fools (1952) - Yancy Smith
- The Body Beautiful (1953) - Oscar Blunt
- The Last Hurrah (1958) - Norman Cass Jr.
- Rally Round the Flag, Boys! (1958) - Isaac Goodpasture
- The Horse Soldiers (1959) - Hoppy Hopkins
- Chartroose Caboose (1960) - J.B. King
- Two Rode Together (1961) - Lt. Chase
- The Man Who Shot Liberty Valance (1962) - Herbert Carruthers
- Panic in Year Zero! (1962) - Hogan - Grocery Store Owner
- Summer Magic (1963) - Mr. Perkins
- Ulysses (1967) - Alexander J. Dowie
- The Lion in Winter (1968) - Bishop of Durham
- Philadelphia, Here I Come (1977) - Ben Burton
- Diary of a Madman (1990) - Lunatic
- Hello Stranger (1992) - Head Waiter
- Ailsa (1994) - American tourist

## Lucrări
- Whitehead, O.Z. (1976). Some Early Baháʼís of the West. Oaklands, Welwyn, UK: George Ronald Publisher Ltd. ISBN 978-0-85398-065-0. Arhivat din original la 10 mai 2017. Accesat în 7 iulie 2023.
- Whitehead, O.Z. (1983). Some Baháʼís to Remember. Oaklands, Welwyn, UK: George Ronald Publisher Ltd. ISBN 978-0-85398-148-0. Arhivat din original la 17 mai 2016. Accesat în 7 iulie 2023.
- Whitehead, O.Z. (1996). Portraits of some Baháʼí Women. Oaklands, Welwyn, UK: George Ronald Publisher Ltd. ISBN 978-0-85398-403-0. Arhivat din original la 17 octombrie 2019. Accesat în 7 iulie 2023.
- A scris o autobiografie de 35 de pagini publicată în O.Z. Whitehead (1994).  Honnold, Annamarie, ed. Why they became Baha'is - First Generation Baha'is By 1963. New Delhi, India: Baha'i Publishing Trust of India. pp. 204–239. ISBN 978-81-85091-72-3.